# Cleòdem Malc
Cleòdem Malc (en llatí Cleodemus Malchus, en grec antic Κλεόδημος Μάλχος) fou un historiador grec de data incerta que va escriure una història dels jueus. Se'n troba una referència a Alexandre Polihistor en un passatge citat per Flavi Josep. Sembla que Malc (Malchus) volia dir el mateix en síria que Cleòdem.